# Bermonville
Bermonville là một xã thuộc tỉnh Seine-Maritime trong vùng Normandie miền bắc nước Pháp.

## Huy hiệu
| Arms of Bermonville | The arms of Bermonville are blazoned: Vert, a bend chequy argent and gules of 2 traits, between a lion passant and a motte and bailey argent, and on a chief Or, a crosslet between two spur rowels [mullets voided] azure. |

## Dân số
| Năm | 1962 | 1968 | 1975 | 1982 | 1990 | 1999 | 2006 |
| --- | ---- | ---- | ---- | ---- | ---- | ---- | ---- |
| Dân số | 368  | 368  | 314  | 307  | 314  | 371  | 451  |
| From the year 1962 on: No double counting—residents of multiple communes (e.g. students and military personnel) are counted only once. |      |      |      |      |      |      |      |